# Neve tonda

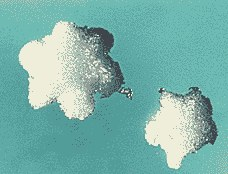
Neve tonda

In meteorologia, la neve tonda (o neve granulosa friabile o grandine molle o anche pallottoline di neve) è una precipitazione atmosferica solida, costituita da palline di ghiaccio bianche e opache, che cadono da una nube. È spesso erroneamente associata alla pioggia gelata.

## Etimologia
Il meteorologo e linguista Raffaele Giacomelli propose di introdurre in italiano il termine neve tonda (sulla scia del francese neige roulée), basandosi su una voce dialettale abruzzese, in particolare aquilana, neve tonna, che descrive la meteora in questione (particolarmente frequente in quella zona), per tradurre il tedesco Graupeln/Reifgraupeln (graupel è in uso anche in italiano) o l'inglese soft hail o snow pellets. Quest'uso fu confermato da Raul Bilancini.

## Descrizione

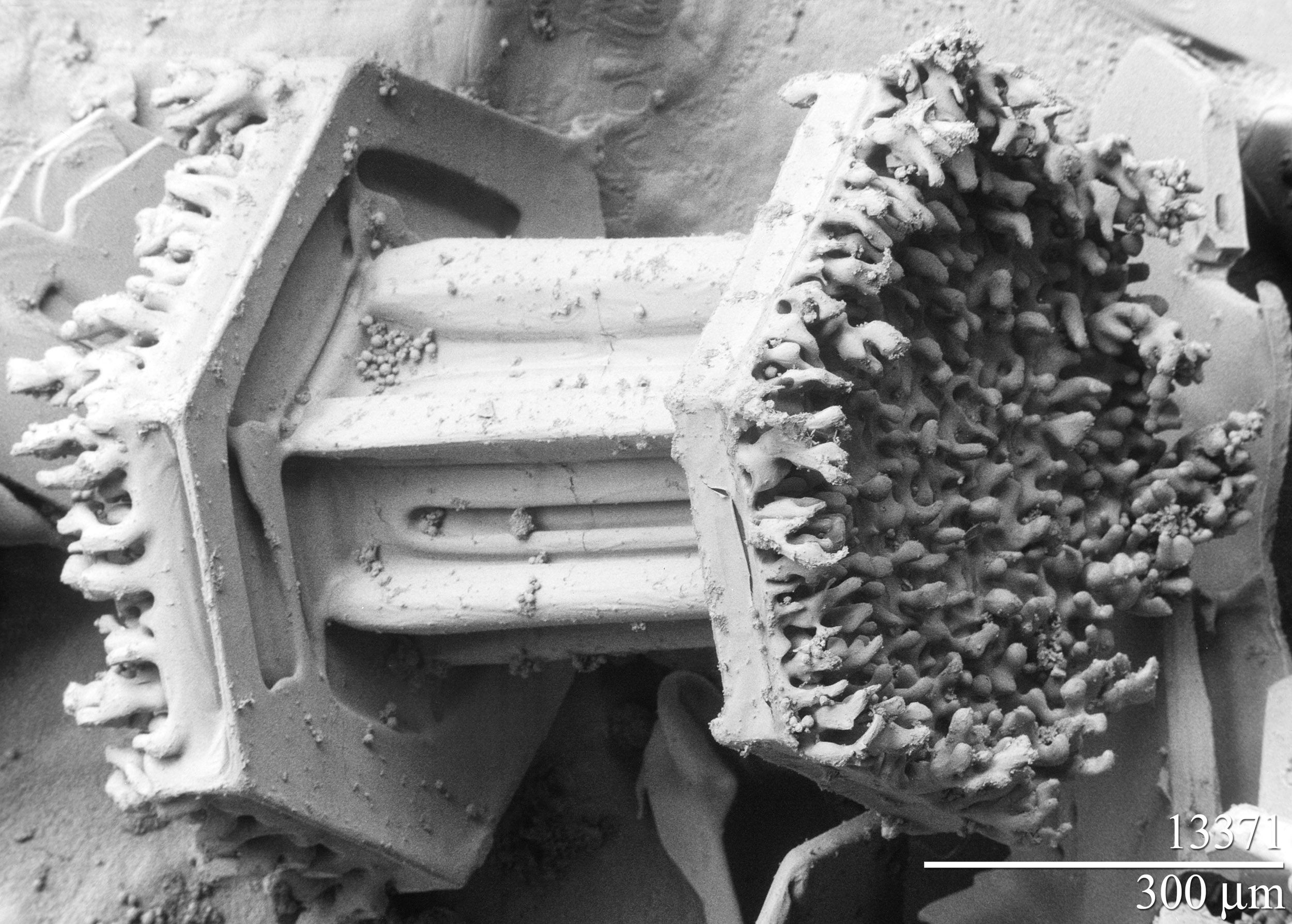
Goccioline gelate su di un cristallo di neve colonnare

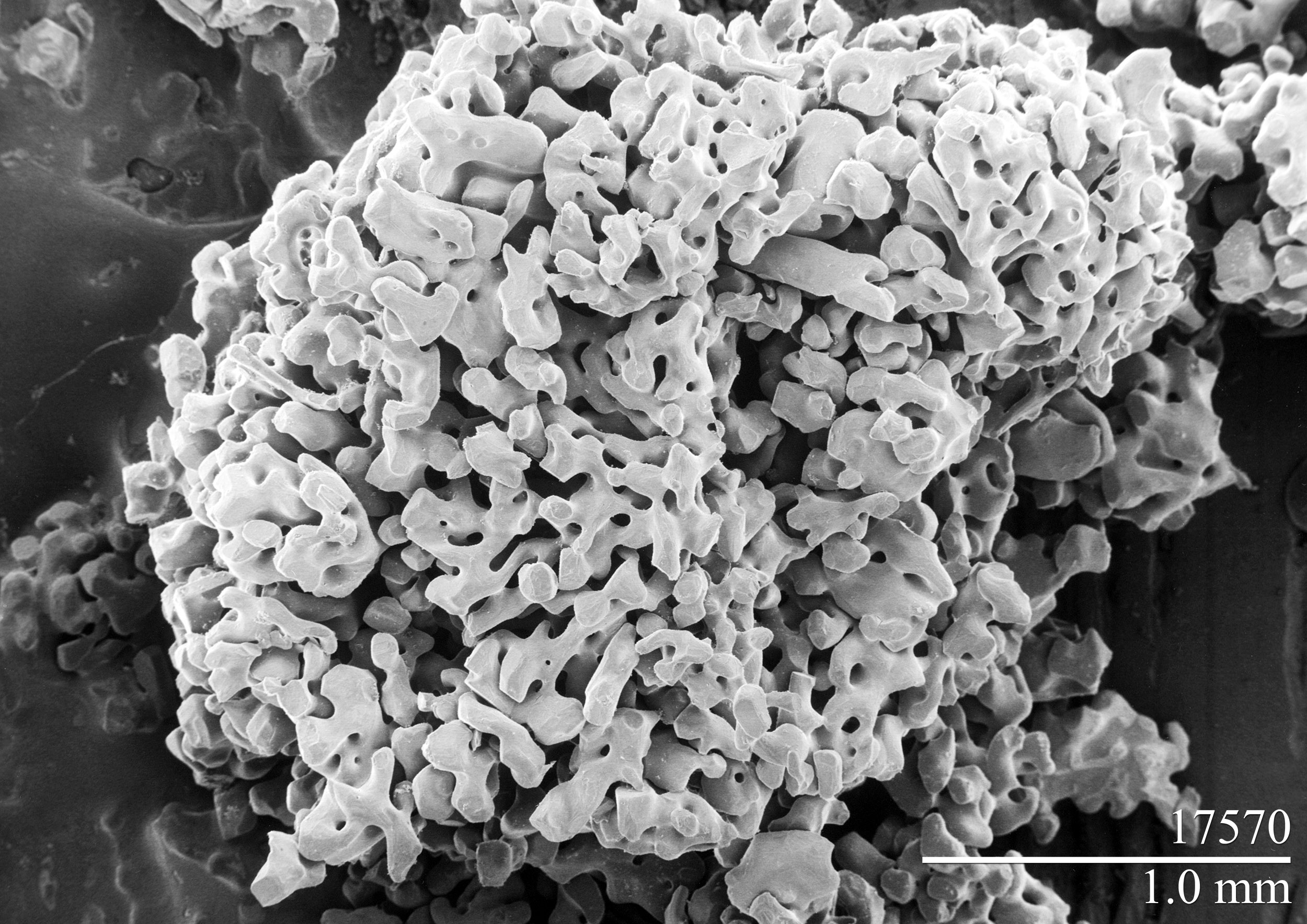
Le goccioline gelate hanno ricoperto completamente il cristallo di neve

Le palline sono generalmente coniche o sferiche, friabili e facilmente comprimibili. Cadendo al suolo rimbalzano e spesso si sbriciolano. Il loro diametro si aggira sui 5 mm ma può essere più piccolo, fino a 2 mm. La precipitazione di neve tonda avviene con temperature di poco superiori allo 0 °C, spesso in rovesci insieme a neve o pioggia. Le palline di neve tonda sono composte da un nucleo centrale ricoperto da goccioline congelate di nube; dato che ci sono delle lacune tra il nucleo e le goccioline congelate, la densità della neve tonda è piuttosto bassa, minore di 0,8 g/cm3.
La formazione della neve tonda avviene quando un cristallo di ghiaccio o una piccola porzione di ghiaccio omogeneo viene circondata di goccioline sopraffuse di nube, che congelano velocemente al contatto; si sono osservati stadi intermedi tra il cristallo di neve e la neve tonda, con cristalli non completamente circondati da goccioline. 
La neve tonda si può anche formare quando un fiocco di neve attraversa uno strato di nebbia sopraffusa.

## METAR
Il codice METAR per la neve tonda èGS.